# Le Mesnil-Hue
Le Mesnil-Hue est une ancienne commune française du département de la Manche et la région Normandie, associée à Gavray entre le 1er janvier 1973 et le 1er janvier 2019.

## Géographie
Le Mesnil-Hue est situé au sud-est de Gavray en limite de Montaigu-les-Bois et du Mesnil-Garnier. Au nord du bourg, on trouve Le Mesnil-Bonant.
La commune est traversée par le ruisseau Ménard qui se jette dans la Bérence.
| Le Mesnil-Bonant (comm. act. de Gavray) | Le Mesnil-Bonant (comm. act. de Gavray) | Montaigu-les-Bois |
| Gavray                                  | du Mesnil-Hue                           | Montaigu-les-Bois |
| Le Mesnil-Garnier                       | Le Mesnil-Garnier                       | Montaigu-les-Bois |

## Toponymie
Le nom de la localité est attesté sous la forme Mesnil Hugonis vers 1210.
L'ancien français mesnil, « domaine rural », est à l'origine de nombreux toponymes, notamment en Normandie. Le second élément est issu d'un anthroponyme Hue ou Huon dérivé du germanique Hugo.

## Histoire
Sur le territoire paroissiale du Mesnil-Hue on trouvait les deux fiefs nobles du Mancel et du Hamard, qui relevaient du marquisat du Mesnil-Garnier. Selon des sources écrites il aurait eu à partir du XIIIe siècle une maladrerie dont il ne subsiste aucune trace.
En 1789, Thomas Lefebvre (1733-1812), avocat et Julien-René Morin, laboureur durent les deux députés du Mesnil-Hue à l'Assemblée primaire du canton.
En 1972, Gavray (136 habitants en 1968 absorbe Le Mesnil-Bonant (99 habitants), à l'est du territoire, et Le Mesnil-Hue (103 habitants), au sud-est, qui gardent le statut de communes associées.
Pour Le Mesnil-Bonant, la fusion devient totale en 1988. Pour Le Mesnil-Hue, la commune est rattachée à la commune délégué de Gavray lorsque celle-ci fusionne le 1er janvier 2019 avec Le Mesnil-Amand, Le Mesnil-Rogues et Sourdeval-les-Bois pour former la commune nouvelle de Gavray-sur-Sienne.

## Administration
| Période      | Période       | Identité                | Étiquette | Qualité |
| ------------ | ------------- | ----------------------- | --------- | ------- |
| 1973         | 1989          | Maurice Gravey          |           |         |
| 1989         | 1995          | Jules Jamard            |           |         |
| 1995         | 2001          | Michel Belloir          |           |         |
| 2001         | 2008          | Thérèse de Quatrebarbes |           |         |
| 2008         | 22 mai 2013   | Anita Rigaux            | SE        |         |
| 10 juin 2013 | 2014          | Joseph Letellier        | SE        |         |
| 2014         | décembre 2018 | Bernard Hébert          | SE        |         |

| Période                                                                                  | Période | Identité                 | Étiquette | Qualité |
| ---------------------------------------------------------------------------------------- | ------- | ------------------------ | --------- | ------- |
| …                                                                                        | …       | Thomas Lefebvre          |           |         |
| 1794                                                                                     | 1794    | Julien Morin             |           |         |
| 1795                                                                                     | 1799    | Thomas Lefebvre          |           |         |
| …                                                                                        | …       | Francis Le Peltier       |           |         |
| 1802                                                                                     | 1812    | Thomas Lefebvre          |           |         |
| 1812                                                                                     | 1815    | Charles Le Febvre        |           |         |
| 1815                                                                                     | 1836    | Julien Fossey            |           |         |
| 1836                                                                                     | 1837    | Victor Hubert            |           |         |
| 1837                                                                                     | 1843    | Michel Lepeltier         |           |         |
| 1844                                                                                     | 1845    | François Dastin          |           |         |
| 1846                                                                                     | 1851    | Anthoine Morin           |           |         |
| 1851                                                                                     | 1879    | Jacques-François Denâtre |           |         |
| 1879                                                                                     | 1904    | Victor Regnault          |           |         |
| 1904                                                                                     | 1929    | Alphonse Couvert         |           |         |
| 1929                                                                                     | 1952    | Albert Mauduit           |           |         |
| 1952                                                                                     | 1969    | Albert Couvert           |           |         |
| 1969                                                                                     | 1972    | Maurice Gravey           |           |         |
| Une partie des données est issue d'une liste établie par Jean Pouëssel et Natacha Postel |         |                          |           |         |

## Démographie
En 2013, la commune associée comptait 71 habitants. Depuis 2004, les enquêtes de recensement dans les communes de moins de 10 000 habitants ont lieu tous les cinq ans (2007, 2012, 2017, etc. pour Gavray et Le Mesnil-Hue) et les chiffres de population municipale légale des autres années sont des estimations.
| 1793 | 1800 | 1806 | 1821 | 1831 | 1836 | 1841 |
| ---- | ---- | ---- | ---- | ---- | ---- | ---- |
| 495  | 393  | 441  | 417  | 404  | 370  | 382  |

| 1846 | 1851 | 1856 | 1861 | 1866 | 1872 | 1876 |
| ---- | ---- | ---- | ---- | ---- | ---- | ---- |
| 342  | 333  | 323  | 291  | 301  | 261  | 259  |

| 1881 | 1886 | 1891 | 1896 | 1901 | 1906 | 1911 |
| ---- | ---- | ---- | ---- | ---- | ---- | ---- |
| 245  | 216  | 199  | 178  | 175  | 162  | 157  |

| 1921 | 1926 | 1931 | 1936 | 1946 | 1954 | 1962 |
| ---- | ---- | ---- | ---- | ---- | ---- | ---- |
| 129  | 151  | 154  | 152  | 135  | 135  | 115  |

| 1968 | 1975 | 1982 | 1990 | 1999 | 2007 | 2012 |
| ---- | ---- | ---- | ---- | ---- | ---- | ---- |
| 103  | …    | …    | …    | …    | 54   | 71   |

| 2016 | - | - | - | - | - | - |
| ---- | - | - | - | - | - | - |
| 57   | - | - | - | - | - | - |

## Lieux et monuments
- Église Saint-Étienne (XVe – XVIIe siècles) avec tour porche et voûte lambrissée. Elle abrite un maître-autel (XVIIe) et autels latéraux (XIXe), les statues de saint Ortaire (XVe), saint Étienne et Vierge à l'Enfant (XIXe), un tableau Remise des clés à saint Pierre (XXe), une verrière (XXe) de G Sagot de Bayeux.
- Croix de cimetière (XIXe siècle).
- Croix de chemin (XVIIe et XIXe siècles).

## Personnalités liées à la commune
- Anne-Joseph-Claude Frey de Neuville (1693-1774), né au Mesnil-Hue où son oncle, était curé, jésuite et un éminent prédicateur. À la dissolution de la congrégation des Jésuites en 1773, il refusa de prêter serment[4].
- Julien-Augustin Le Febvre (Le Mesnil-Hue 1726 - 1814), médecin de la faculté de Montpellier, dont la thèse, en 1757, portait sur l'influence des astres sur l'homme[4].